# Grapefrugt
Grapefrugt (Citrus x paradisi) er en stor citrusfrugt, som har været kendt i Vestindien i over 200 år. Den findes første gang beskrevet i 1814 i Puerto Rico som en tilfældig krydsning mellem appelsin og pomelofrugten. 
I dag er Florida hjemsted for alle de kendte sorter, men grapefrugt dyrkes over det meste af kloden i tropiske og subtropiske egne. Grapefrugten kom til Europa i 1910. 

## Beskrivelse
Det stedsegrønne træ bliver op til 5 meter højt og kan bære helt op til 700 kg frugter om året. Frugterne dannes i klaser. De er store, runde og lyst gule eller orange alt afhængig af sorten. Frugtkødet er normalt lysegult, men der findes også sorter med rødligt frugtkød. 

## Smag
Grapefrugtens smag varierer, afhængig af sort samt hvor de kommer fra. På grund af klimaet er grapefrugter fra hhv. Florida/Caribien og Sydafrika normalt de mest sødmefulde, hvorimod frugter fra Middelhavslandene oftere er mere bitre, altsammen på grund af dyrkningsklimaets forskelligheder i varme og nedbør. Det er desværre blevet en udbredt opfattelse, at hvide grapefrugter er surere end de rødlige (i frugtkødet), og derfor er det efterhånden sjældent at se de hvide i handelen. Men det er ufortjent, for det er dyrkningsklimaet, der afgør hvor sure og bitre de bliver. Desuden er grapefrugterne, af transport og opbevaringshensyn, ikke altid helt modne, når de kommer i forretningerne. Det kan mange gange svare sig at have dem liggende 1-2 uger hjemme ved stue temperatur inden man spiser dem. Det gør dem som regel mindre bitre.

## Anvendelse
Det er USA, der har inspireret til brugen af grapefrugter i Danmark. De anvendes som morgenmad, i frugtsalater og andre salater og som tilbehør til forskellige retter eller presset til juice.
I Mad uden tårer anbefaler Else Algreen og Lise Nørgaard at servere grapefrugten iskold og uden sukker.

## Navnets oprindelse
Navnet grapefrugt menes opstået, fordi frugterne dannes i klaser lige som vindruer ('grape' betyder 'vindrue' på engelsk). En anden teori går ud på, at frugtens smag i tidligere sorter mindede om vindruens.

## Medicinkombination
Juice af grapefrugt påvirker i forskellig grad en lang række medikamenter.
| Portal | Portal:Botanik |